# Bishop's Nympton
 (mai 2023).
Pour les articles homonymes, voir Nympton.
Bishop's Nympton est un village et une paroisse civile du Devon, situé dans l'Angleterre du Sud-Ouest. 